# 더피 광장

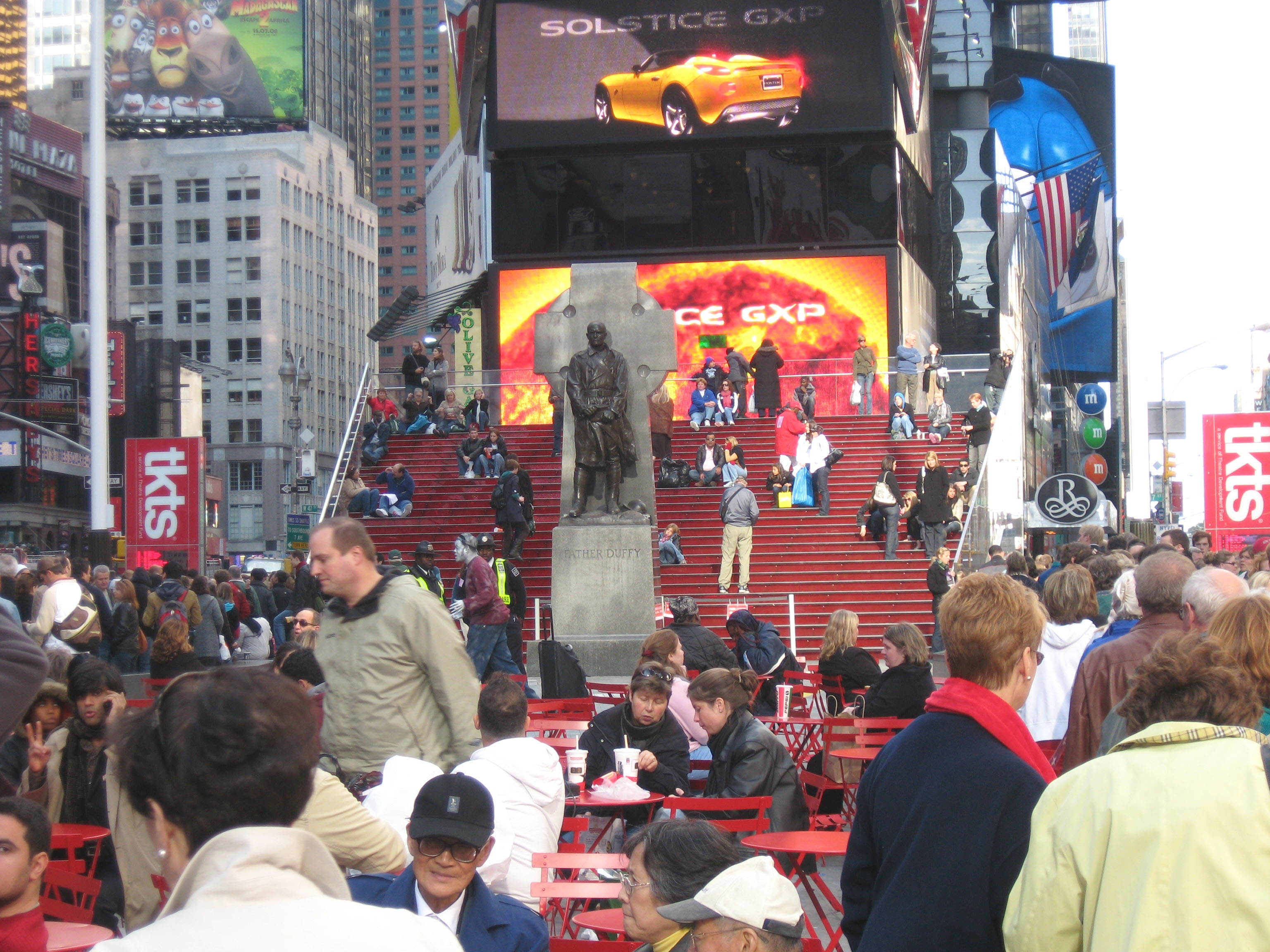
더피 광장

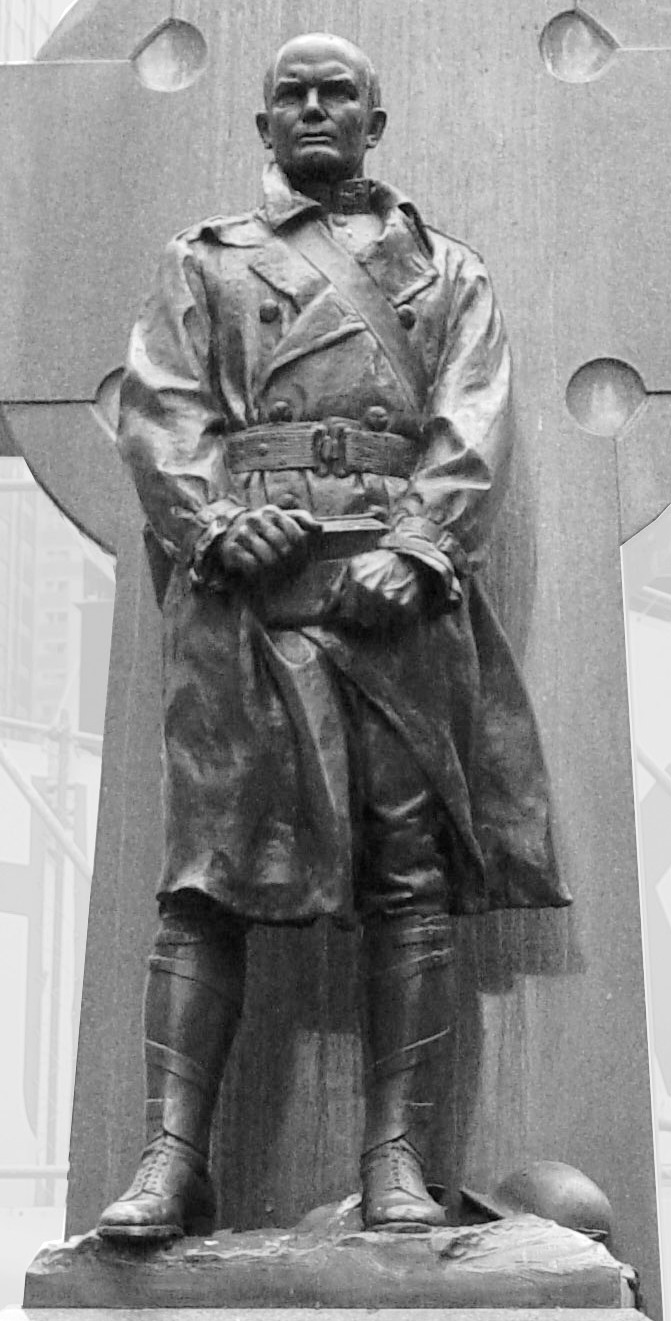
더피 동상

더피 광장(Duffy Square)은 뉴욕 타임스 스퀘어에 위치한 광장으로, 프랜시스 P. 더피와 조지 M. 코한의 동상이 있다. TKTS의 부스 또한 이 광장에 위치하고 있다.
더피 동상과 그 광장은 2001년 미국 국가 사적(National Register of Historic Places)으로 등재되었다.

## 참조
1. ↑  National Register Information System 보관됨 2010-12-04 - 웨이백 머신 National Register of Historic Places. 미국 국립공원관리청 2008년 4월 15일